# Ратманов, Георгий Ефимович
Георгий Ефимович Ратманов (1900 — 1940) — советский океанограф и гидролог.

## Биография
Родился в семье работников маячной службы. На Белом море во время работы в Архангельском гидрометцентре были выполнены и его первые научные изыскания. В 1924 ему удалось получить интересные данные о гидрологическом режиме Сухого моря, расположенного на острове Мудьюг в Двинском заливе. В 1926 окончил Ленинградский университет. В 1929 в качестве гидролога принимал участие в походе на ледоколе (ледорезе) «Литке» из Владивостока через Берингов пролив к острову Врангеля, где проводил разнообразные научные работы. Перейдя на работу в Государственный гидрологический институт, в 1932–1933 участвовал в экспедиции под руководством профессора К. М. Дерюгина по изучению северной части Тихого океана. Был начальником северного отряда научной экспедиции, ведшего исследования на тральщиках «Дальневосточник» и «Красноармеец», провёл первые обстоятельные исследования течений Берингова моря и водообмена через него, гидрологического режима Берингова и Чукотского морей. В 1935 году участвовал в комплексной экспедиции Главсевморпути в Чукотское море на ледоколе «Красин», во время которой к северу от острова Врангеля ему удалось обнаружить следы промежуточных атлантических вод. В связи с большим опытом работы в арктических водах учёный был утверждён дублёром П. П. Ширшова по дрейфующей станции СП-1 в 1937–1939. Незадолго перед началом Великой Отечественной войны, в 1940, возглавил крупную экспедицию Главсевморпути на ледоколе «Малыгин», в составе которой было около 20 научных сотрудников, и которая должна была углубить сведения по гидрологии Чукотского и Берингова морей. Экспедиция успешно провела запланированные исследования, но на обратном пути во Владивосток в Беринговом море на траверзе острова Карагинский судно попало в сильнейший шторм, получило серьёзные повреждения, были сорваны палубные люки, вода начала поступать в машинное отделение, дало сигнал SOS и вскоре затонуло. Г. Е. Ратманов и все остальные участники экспедиции погибли. Всё что удалось найти после поисков — небольшой плот с закреплённым портфелем Я. К. Смирницкого, в котором находились документы научной экспедиции. По условиям предвоенного времени, вся информация об этой трагедии сохранялась в тайне, не было даже проведено траурного собрания.

## Память
Именем Г. Е. Ратманова названы редкий тихоокеанский представитель бельдюговых рыб — лиценхел Ратманова (лат. Lycenchelys Ratmanovi) и обитающий в прибрежных водах Берингова моря у берегов Камчатки разноногий рак (лат. Stenothoides Ratmanovi).

## Публикации
- Научные работы экспедиции на ледоколе «Красин» в 1935 году : сборник статей сотрудников экспедиции / Главное управление Северного морского пути ; под редакцией Д. С. Дуплицкого и Г. Е. Ратманова. - Ленинград : Издательство Главсевморпути, 1936. - 179 с., вкл. л. ил., черт., карт. : ил., черт., карт. ; 25 см. — Библиография в подстрочных примечаниях.[1]